# Matthew Bingley
Matthew Bingley (Sydney, 16 agosto 1971) è un ex calciatore australiano, di ruolo difensore o centrocampista.